# Перегруппировка Вагнера — Меервейна
Перегруппировка Вагнера — Меервейна — общее название реакций с 1,2-миграцией функциональной группы к карбкатионному центру, который возникает в молекуле в процессе нуклеофильного замещения, присоединения к кратной связи или реакций элиминирования.
В эту реакцию вступают углеводороды и их производные, у которых есть разветвлённый углеродный скелет. У алициклических соединений перегруппировка часто сопровождается изменением размера цикла.
С увеличением диэлектрической проницаемости растворителя и уменьшением основности растворителя ускоряет реакцию перегруппировки. Прочное связывание уходящего аниона, например, в виде комплексного иона [AlCl4]− или [SbCl6]−, также повышает вероятность протекания реакции.
Реакция открыта Е. Е. Вагнером в 1899 году и подробно исследована Х. Меервейном в 1910—1927 годах.

## Примеры реакций
- Камфеновые перегруппировки I рода.
- Изомеризация с одновременной дегидратацией спиртов.

## Применение
- Получение камфоры из α-пинена:

- Получение изоборнилацетата из камфена.
- Синтез санталидола.